# Solomon Bandaranaike
Solomon West Ridgeway Dias Bandaranaike (syng. සොලමන් වෙස්ට් රිජ්වේ ඩයස් බණ්ඩාරනායක, tamil. சாலமன் வெஸ்ட் ரிட்ஜ்வே டயஸ் பண்டாரநாயக்கா, ur. 8 stycznia 1899 w Kolombo, zm. 26 września 1959 w Kolombo) – polityk cejloński, działacz niepodległościowy, premier, mąż Sirimavo Bandaranaike. 

## Życiorys

### Młodość i początek kariery

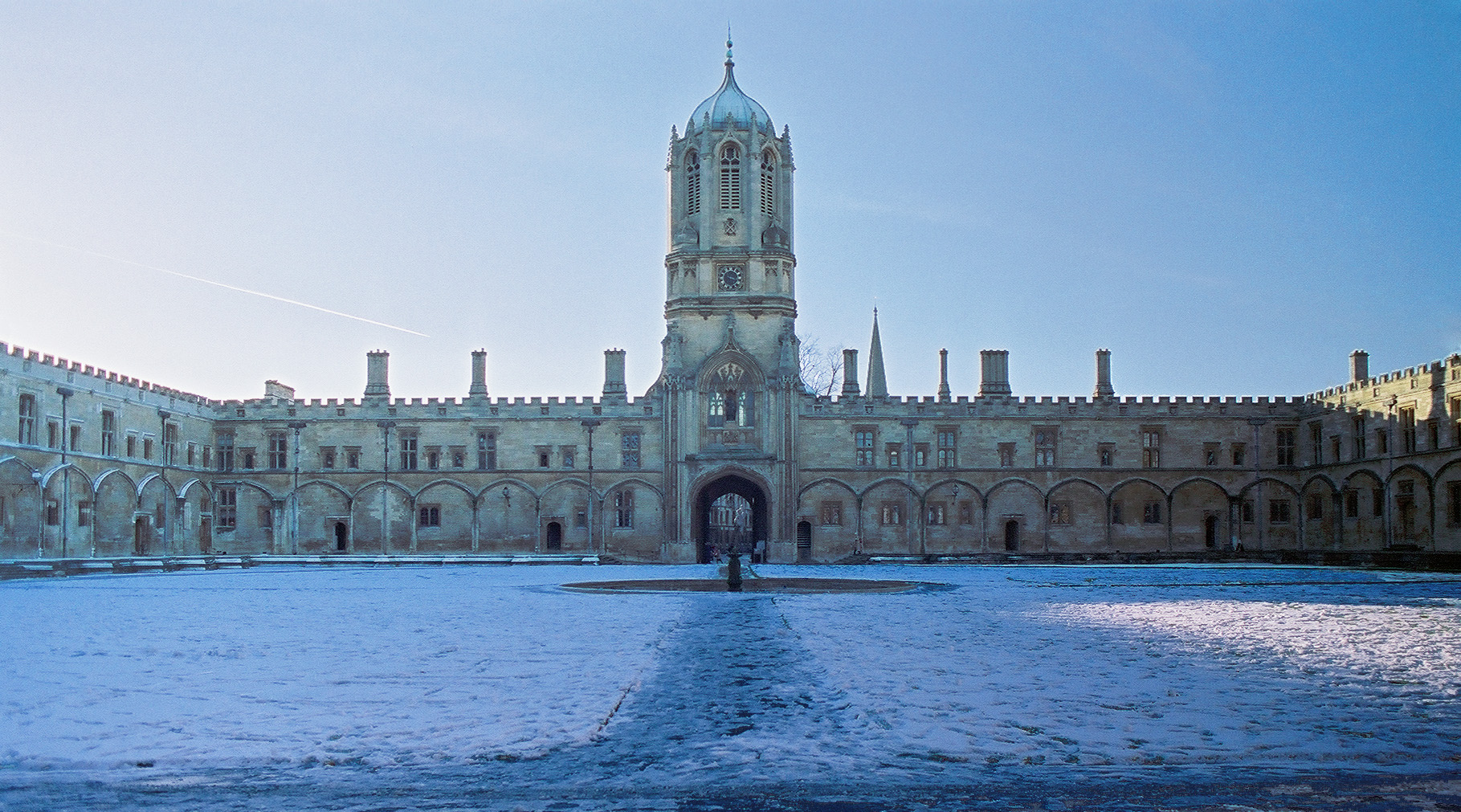
Bandaranaike w czasie studiów na Oxfordzie brał udział w debatach Oxford Union i został wybrany sekretarzem organizacji

Bandaranaike urodził się w Kolombo na Cejlonie. Pochodził z chrześcijańskiego, anglikańskiego rodu syngaleskiego. Jego ojcem był Solomon Dias Bandaranaike, zastępca gubernatora prowincji podczas brytyjskich rządów kolonialnych. W późniejszym okresie życia aby uczestniczyć w polityce dokonał konwersji na buddyzm. Wykształcenie otrzymał w kolegium St. Thomas' College, następnie udał się na studia prawnicze do Oxfordu. W czasie studiów został wybrany na sekretarza Oxford Union. Po ukończeniu studiów pracował w Anglii jako adwokat. Jako młody prawnik włączył się w działalność Cejlońskiego Kongresu Narodowego (CNC). Od 1925 zajmował różne stanowiska w brytyjskiej administracji na Cejlonie, w 1926 roku został wybrany do Rady Miejskiej Colombo. Od 1931 do 1947 roku pracował w Radzie Państwowej Cejlonu. W celu promocji kultury syngaleskiej w 1936 roku zorganizował Sinhala Maha Sabha. W 1946 roku poparł Zjednoczoną Partię Narodową (UNP). Po uzyskaniu przez Cejlon statutu dominialnego, w latach 1947–1951 ministrem zdrowia oraz przewodniczącym Izby Reprezentantów (1948-51). 
W 1951 roku razem ze swoją frakcją partyjną Sinhala Maha Sabha odszedł z ukierunkowanego na prawo UNP i utworzył niepodległościową Partię Wolności Sri Lanki (SLFP). Frakcja popierała wprowadzenie zarówno syngaleskiego i tamilskiego jako języków narodowych, jednak w latach 50. przyjęła kurs w stronę języka syngaleskiego który miał stać się językiem urzędowym Sri Lanki. Partia odwoływała się do religii buddyjskiego którą wyznawała znaczna większość Syngalezów przez co w epoce kolonialnej była ofiarą ataków miejscowych chrześcijan i Tamilów. Politycznie i społecznie na partię wpływały poglądy duchownych buddyjskich. Frakcja a następnie partia głosiła nierewolucyjne poglądy socjalistyczne. SLFP zyskała duże poparcie wśród wiejskiej ludności syngaleskiej. 

### Urząd premiera
Bandaranike został premierem po wygranych przez jego partię wyborach w 1956 roku. Stanął na czele koalicji czterech partii z których największymi partnerami koalicyjnymi były Lanka Sama Samaja Party i Komunistyczna Partia Sri Lanki. Objął też stanowisko ministra spraw zagranicznych i obrony. Był zwolennikiem współistnienia państw o różnych ustrojach i polityki neutralności. Za jego kadencji nastąpiła likwidacja obcych baz na Cejlonie (1957), zlikwidował on brytyjskie bazy lotnicze Katunayake i Zatoce China oraz bazę morską w Trincomalee. 
Pod jego rządami Sri Lanka przyjęła socjalistyczną ścieżkę rozwoju, dokonał szeregu zmian gospodarczych, jak nacjonalizacja portu Kolombo w 1957 roku, opracowanie 10-letniego planu rozwoju gospodarczego i innych. W czasie swojej kadencji obniżył oficjalny status języka angielskiego, promował język syngaleski jako urzędowy. Rządowi Bandaranaike nie udało się zapobiec rosnącym po uzyskaniu niepodległości konfliktom etnicznym, w czasie jego kadencji doszło do zamieszek między Sygnlazami a Tamilami z 1958 roku.

#### Zamach na premiera
25 września 1959 w prywatnej rezydencji premiera, odwiedził go mnich buddyjski Talduwe Somarama. Somarama jako duchowny, nie został przeszukany i miał swobodny dostęp do premiera, gdy ten zaczął swoje rutynowe spotkanie z publicznością. Gdy Bandaranaike chciał powitać mnicha w tradycyjny buddyjski sposób, zabójca wyciągnął ukryty w szatach rewolwer i strzelił w leżącego premiera. Bandaranaike trafił do szpitala w Kolombo, gdzie zmarł następnego dnia. Somarama został skazany i stracony w 1962 przez powieszenie.
Po morderstwie Bandaranaike premierem został minister edukacji Wijeyananda Dahanayake. Popadł on jednak w niełaskę członków rządu po usunięciu wszystkich ministrów sprawujących swoje funkcje rok wcześniej. Ostatecznie kierowanie Partią Wolności Sri Lanki zostało powierzone wdowie po premierze, Sirimavie Bandaranaike, która wkrótce została senatorem. Po wygranych przez SLFP wyborach w lipcu 1960 roku została ona pierwszą na świecie kobietą premierem.

## Rodzina
W 1940 roku ożenił się ze Sirimavie Ratwatte, mieli troje dzieci. Żona Solomona została później pierwszą w historii świata kobietą premierem, a jego druga córka Chandrika Kumaratunga w została w 1994 roku na krótki czas premierem, a następnie pierwszą w historii kraju kobietą prezydentem. Jego najmłodszy syn Anura Bandaranaike w latach 1999–2001 pełnił funkcję przewodniczącego parlamentu Sri Lanki i ministra w latach 2004–2008. Starsza córka Bandaranaike Sunethra jest filantropką.